# Fossar de les Moreres
Ne doit pas être confondu avec Fossar de la Pedrera.
Le Fossar de les Moreres est une place de Barcelone sur laquelle se situe un monument aux morts du siège de Barcelone en 1713-1714, dernière bataille de la Guerre de Succession d'Espagne. La place est à l'emplacement d'un des deux cimetières de l'église Sainte-Marie-de-la-Mer devenu, pendant le siège, un charnier où une grande partie des défenseurs de la ville furent enterrés.
Chaque 11 septembre, lors de la fête nationale de la Catalogne, il  est désormais rendu hommage, sur cette place, aux défenseurs de la ville et des Catalans.

## Protection
Le Fossar de les Moreres fait l’objet d’un classement en Espagne en tant que site historique au titre de bien d'intérêt culturel depuis le 9 mars 1999.
Il est dit par ailleurs qu'il s'agit d'une « reclassification comme lieu historique d'une zone de protection commune avec l'église Sainte-Marie-de-la-Mer ».

## Galerie

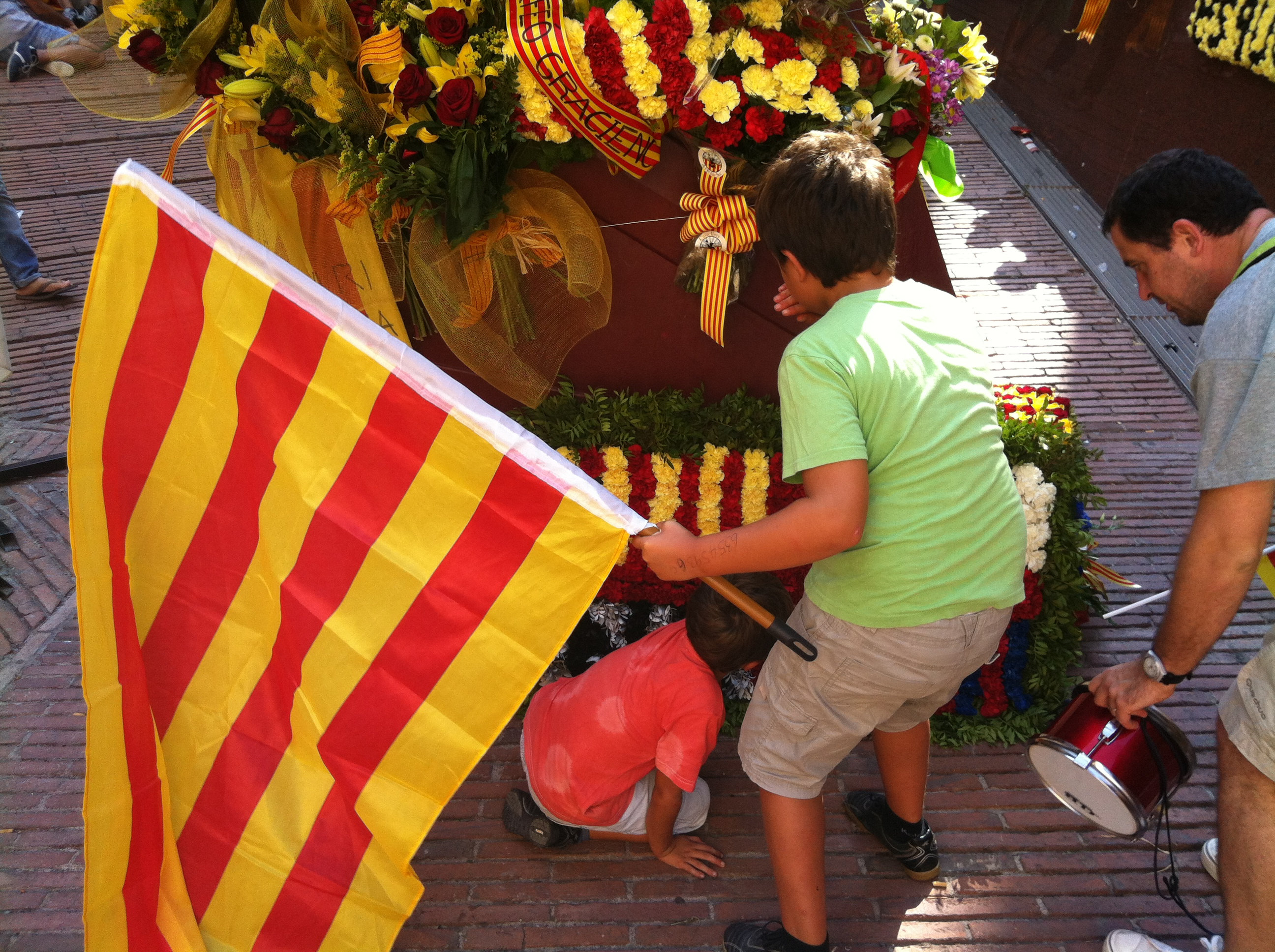
Pendant la Diada de Catalunya
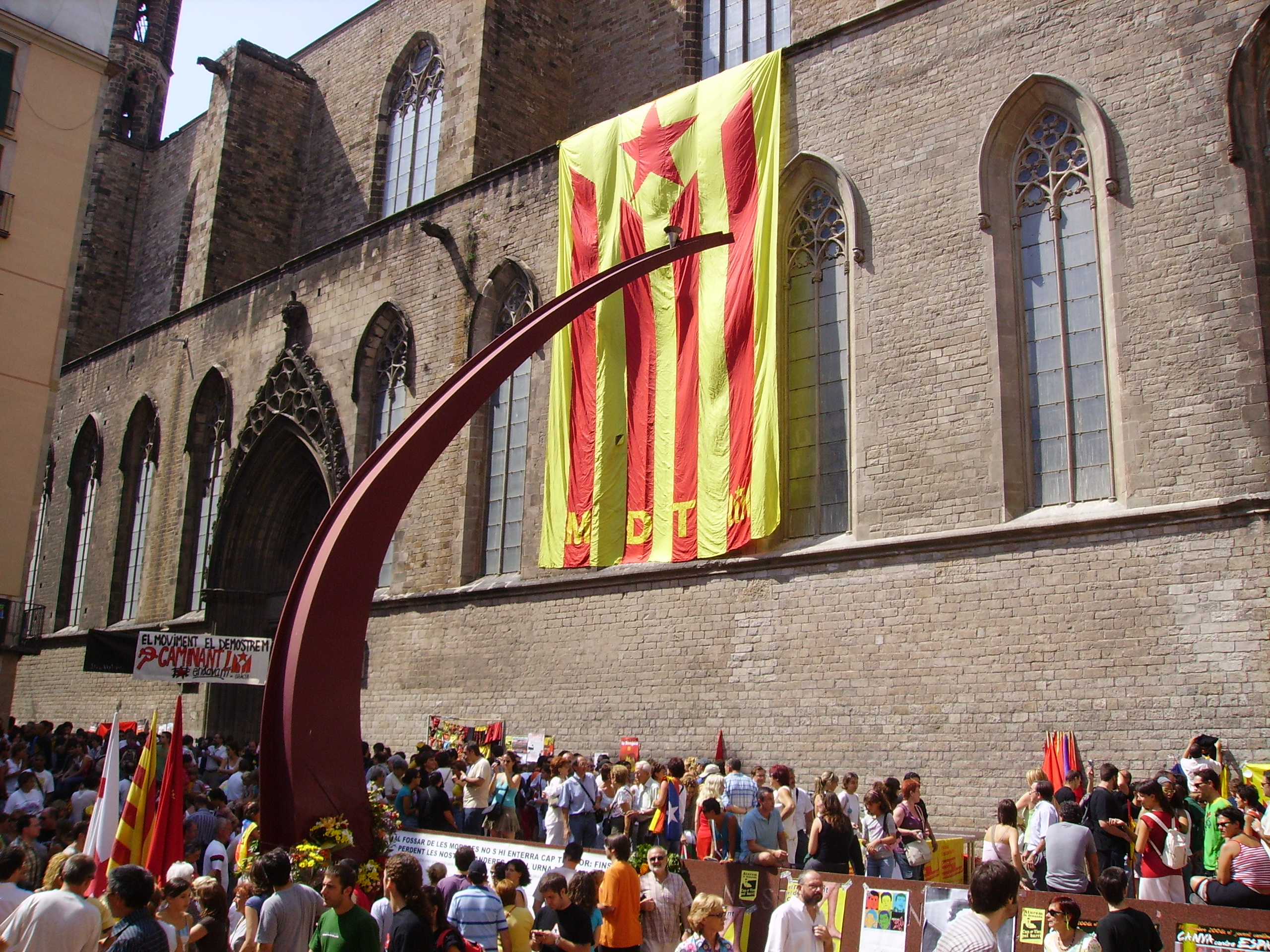
Pendant la Diada de Catalunya